# Jerzy Łoskoczyński
Jerzy Łoskoczyński (ur. 28 maja 1931 w Wilnie) – polski lekkoatleta, chodziarz.
Zdobył srebrny medal w chodzie na 10 000 metrów na Akademickich Mistrzostwach Świata w 1957 w Paryżu, za Franciszkiem Szyszką.
Był wicemistrzem Polski w chodzie na przełaj na dystansie 10 kilometrów w 1958 oraz brązowym medalistą w chodzie na 20 kilometrów w 1956.
Ustanowił rekordy Polski w chodzie na 3000 metrów czasem 12:58,8 (27 sierpnia 1957 w Warszawie) oraz w chodzie na 5000 metrów czasem 22:12,0 (11 sierpnia 1957 w Warszawie).
Rekordy życiowe:
| Konkurencja           | Data i miejsce             | Wynik     |
| --------------------- | -------------------------- | --------- |
| chód na 3000 metrów   | 27 sierpnia 1957, Warszawa | 12:58,8   |
| chód na 5000 metrów   | 11 sierpnia 1957, Warszawa | 22:12,0   |
| chód na 10 kilometrów | 1957                       | 46:50,6   |
| chód na 15 kilometrów | 22 czerwca 1958, Bruksela  | 1:17:24,0 |
| chód na 20 kilometrów | 27 maja 1956, Wrocław      | 2:38:23,0 |

Był zawodnikiem klubów warszawskich: AZS (1954–1957) i Łączności (1958–1960). W 1955 ukończył Akademię Wychowania Fizycznego w Warszawie.